# 74 Miles Away-Walk Tall
74 Miles Away-Walk Tall è il 25° album di Julian Cannonball Adderley, pubblicato dalla Capitol Records nel 1967.

## Tracce
Lato A
1. Do Do Do (What Now Is Next?) – 6:23 (Gail Fisher, Nat Adderley)
2. I Remember Bird – 6:56 (Leonard Feather)
3. Walk Tall (Baby, That's What I Need) – 2:36 (Esther Marrow, James Rein, Joe Zawinul)

Lato B
1. 74 Miles Away – 13:51 (Joe Zawinul)
2. Oh Babe – 5:25 (Nat Adderley, Julian Cannonball Adderley)

## Musicisti
The Julian Cannonball Adderley Quintet
- Julian Cannonball Adderley - sassofono alto
- Nat Adderley - cornetta
- Nat Adderley - voce (nel brano : "Oh Babe")
- Joe Zawinul - pianoforte, pianoforte elettrico
- Victor Gaskin - contrabbasso
- Roy McCurdy - batteria